# La Chapelle-du-Mont-de-France
La Chapelle-du-Mont-de-France ist eine französische Gemeinde mit 190 Einwohnern (Stand: 1. Januar 2022) im Département Saône-et-Loire in der Region Bourgogne-Franche-Comté (vor 2016 Bourgogne). Sie gehört zum Arrondissement Mâcon und zum Kanton La Chapelle-de-Guinchay (bis 2015: Kanton Tramayes). Die Einwohner werden Chapelois genannt.

## Geographie
La Chapelle-du-Mont-de-France liegt etwa 19 Kilometer westnordwestlich von Mâcon.
Nachbargemeinden von La Chapelle-du-Mont-de-France sind Curtil-sous-Buffières im Norden und Nordwesten, Bergesserin im Norden und Osten, Navour-sur-Grosne im Süden und Osten, Dompierre-les-Ormes im Westen und Südwesten sowie Trivy im Westen und Südwesten.
Durch die Gemeinde führt die Route nationale 79.

## Bevölkerungsentwicklung
| Jahr                      | 1962 | 1968 | 1975 | 1982 | 1990 | 1999 | 2006 | 2011 | 2016 |
| Einwohner                 | 245  | 208  | 188  | 171  | 175  | 172  | 167  | 254  | 187  |
| Quelle: Cassini und INSEE |      |      |      |      |      |      |      |      |      |

## Sehenswürdigkeiten
- romanische Kirche Saint-Vincent aus dem 12. Jahrhundert